# Honor Blackman
Honor Blackman (Londen, 22 augustus 1925 – Lewes, 5 april 2020) was een Engelse actrice. Ze werd vooral bekend door haar vertolking van Cathy Gale in de tv-serie De Wrekers, een rol die ze vertolkte in de jaren 1962-1964. In 1964 was ze bondgirl Pussy Galore in de film Goldfinger naast Sean Connery.

## Biografie

### Filmcarrière
Honor Blackman werd geboren in Plaistow, Newham, Londen, als dochter van statisticus Frederick Blackman en huisvrouw Edith Eliza Stokes. Haar opleiding tot actrice kreeg ze bij de Guildhall School of Music and Drama. Om haar lessen te betalen werkte ze ook als ambtenaar op het ministerie van Binnenlandse Zaken. Ze debuteerde met een klein rolletje, zonder tekst, in de film Fame is the Spur (1947). 
Daarna speelde ze meerdere filmrollen, zoals in So Long at the Fair (1950) tegenover Dirk Bogarde, de Titanicfilm A Night to Remember (1958) en de western Shalako (1968) met Sean Connery en Jason and the Argonauts (1963). 
Haar grootste succesrol was echter die van Pussy Galore in Goldfinger, de derde James Bond-film. Hoewel ze al 38 was toen de ze rol speelde zette ze een iconische rol neer als de stoere Galore, de rechterhand van de superschurk uit de film.

### Televisie en theater

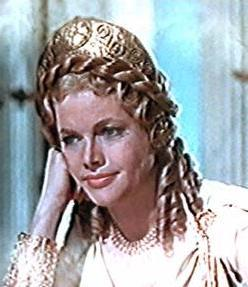
Honor Blackman in de film Jason and the Argonauts

Blackman kreeg de rol van Pussy Galore vanwege haar aandeel in de televisieserie The Avengers (De Wrekers), waarin ze de assistente van John Steed speelde. Ze werd opgevolgd door actrice Diana Rigg, die de serie op haar beurt zou verlaten om bondgirl Tracy te spelen in On Her Majesty's Secret Service. Honor Blackman had haar tv-debuut in 1959 toen ze naast Dan Dailey speelde in de serie The Four Just Men. Later zou ze nog rollen spelen in tv-series als Columbo, Doctor Who, The Upper Hand, Coronation Street en Midsomer Murders. In het theater speelde ze in 1981 in The Sound of Music tegenover Petula Clark en in 1987 als Moeder-Overste in Nunsense. In 2005 speelde ze Mrs. Higgins in My Fair Lady en in 2007 Fräulein Schneider in Cabaret.

## Persoonlijk
Honor Blackman huwde twee keer, met Bill Sankey (1948-1956) en met acteur Maurice Kaufmann (1961-1975). Samen met Kaufmann adopteerde ze twee kinderen. Blackman, die lid was van de Liberal Democrats, was republikein en weigerde in 2002 een koninklijke onderscheiding.

## Filmografie (selectie)
- Fame is the Spur (1947)
- Quartet (1948) - Paula
- Daughter of Darkness (1948)
- Diamond City (1949) - Mary Hart
- A Boy, a Girl and a Bike (1949)
- Conspirator (1949)
- So Long at the Fair (1950)
- Green Grow the Rushes (1951)
- Delavine Affair (1954)
- The Rainbow Jacket (1954)
- Diplomatic Passport (1954)
- Breakaway (1955)
- The Glass Cage (1955)
- Suspended Alibi (1957)
- The Square Peg (1958) - Leslie Cartland
- A Night to Remember (1958)
- Danger List (1959), korte film
- A Matter of WHO (1961)
- Jason and the Argonauts (1963) - Hera
- Goldfinger (1964) - Pussy Galore
- The Secret of My Success (1965)
- Moment to Moment (1965) - Daphne Field
- Life at the Top (1965)
- Shalako (1968) - Lady Julia Daggett
- A Twist of Sand (1968)
- Kampf um Rom I (1968)
- Kampf um Rom II (1969)
- Lola (1969)
- The Virgin and the Gypsy (1970) - Mrs Fawcett
- Fright (1971) - Helen
- Something Big (1971)
- Columbo: Dagger of the Mind (1972), tv
- To the Devil a Daughter (1976)
- Ragtime Summer (1977)
- The Cat and the Canary (1979)
- The First Olympics:  Athens, 1896 (1984), tv
- Minder on the Orient Express (1985), tv
- Doctor Who (1986)
- Tale of the Mummy (1998)
- To Walk with Lions (1999) - Joy Adamson
- Bridget Jones's Diary (2001)
- New Tricks (2005), tv
- Summer Solstice (2005 film) (2005)
- Hotel Babylon (2009)
- Hotel Caledonia (2010)
- Reuniting the Rubins (2010)
- I, Anna (2012)